# Biserica de lemn din Moara Nica
Biserica de lemn „Sfinții Arhangheli Mihail și Gavriil” din Moara Nica este un lăcaș de cult ortodox construit în anul 1774 în satul Bosanci și strămutat în anul 1920 în satul Moara Nica din comuna Moara aflată în județul Suceava.  Edificiul religios se află localizat în cimitirul sătesc, în apropiere de municipiul Suceava și are hramul Sfinții Arhangheli Mihail și Gavriil, sărbătorit la data de 8 noiembrie.
Biserica de lemn din Moara Nica a fost inclusă pe Lista monumentelor istorice din județul Suceava din anul 2015 la numărul 311, având codul de clasificare cod LMI SV-II-m-B-05578.

## Istoricul bisericii
Biserica din Moara Nica a fost construită în anul 1774 în satul Bosanci din județul Suceava, prin contribuția credincioșilor. Conform tradiției, lăcașul de cult a fost înălțat „pe loc” de către meșterii populari Chiril Ungurean și Crăciun Cazac din Udești, din lemnul pădurii de stejar din apropiere. Inițial, hramul bisericii a fost Sfântul Mare Mucenic Gheorghe.
Pe ancadramentul ușii de intrare se află o pisanie cu următorul text în limba română, cu caractere chirilice: „Această sfîntă biserică s-au făcut în al cincile(a) an de la venire(a) muscalilor în Moldova, în zilele preasfințitului Chir Gavrilă Mitropolitu(l) Moldovii leat 1774 iulie 8, fiind dichiu în Suceav(a) Macari(e) di la Voroneț. Meșteri au fost Chiril Ungurean și Crăciun Cazac di(n) Uidești, 1774”. Catapeteasma bisericii este și ea foarte veche, având inscripția următoare: „Această catapeteasmă s-au făcut cu cheltuiala satului Bosanci prin osîrdia preotului Ioan și Varlaam și am zugrăvit-o noi cucernicii robii lui Dumnezeu Antonie, Toader și Anania, 1788 în 2 mai s-au sfîrșit”.
În anul 1920, biserica de lemn a fost strămutată în satul Moara Nica aflat în apropiere de Bosanci, care fusese înființat după Primul Război Mondial prin împroprietărirea unei părți a locuitorilor din Bosanci. I s-a schimbat hramul, cu acest prilej, în cel de Sfinții Arhangheli Mihail și Gavriil. Mutarea bisericii a determinat efectuarea unor modificări constructive și anume:
- a fost desfăcut turnul clopotniță aflat deasupra pronaosului și transformat într-o construcție separată;
- a fost adăugată o turlă octogonală ascuțită deasupra naosului;
- s-a înlăturat peretele despărțitor dintre naos și pronaos;
- s-au căptușit pereții exteriori din bârne cu scânduri.

În anul 1933 bisericii i s-a adăugat un pridvor din scânduri pe latura de sud-vest. În 1948 s-a înlocuit acoperișul de draniță cu unul din tablă și s-a construit cafasul (balconul) din pronaos. În apropiere de biserică se găsește turnul clopotniță din lemn, ce inițial se afla deasupra pronaosului, fiind parte integrantă din corpul bisericii.
După Revoluția din decembrie 1989, în satul Moara Nica a fost construită o biserică de zid, mai încăpătoare. Ea se află la mică distanță de vechea biserică de lemn.
În aprilie 2010, Daniel Hrenciuc, șeful Direcției pentru Cultură și Patrimoniu Național din județul Suceava, a atras atenția asupra faptului că cele 36 de biserici de lemn cu valoare de monument istoric din Bucovina sunt pe cale de dispariție. El a dat ca exemplu al bisericilor care riscă să se degradeze bisericile din Putna, Vicovu de Jos, Moara, Lămășeni sau Șerbănești.

## Arhitectura bisericii
Biserica de lemn din Moara Nica este construită în totalitate din bârne de stejar, încheiate în „coadă de rândunică”. Pentru a proteja edificiul de intemperii, pereții din bârne au fost placați cu scânduri vopsite în culoarea verde deschis. Inițial acoperită cu draniță, biserica are în prezent învelitoare din tablă.
Monumentul are formă dreptunghiulară (17.70x8.00 metri), cu absida altarului pentagonală și decroșată față de restul corpului construcției și cu pridvor pe latura de sud-vest. Vechimea construcției este demonstrată de ancadramentul ușii de la intrare (pe care se află pisania) și de cele trei ferestre pătrate, rămase la dimensiunile inițiale (0.30x0.30 metri).
În interior, biserica este împărțită în patru încăperi: pridvor, pronaos, naos și altar. Pridvorul construit în 1933 are formă pătrată. La intrarea în pronaos se află o ușă confecționată din trei scânduri masive de stejar, având elemente de feronerie decorate geometric. Deasupra ușii de la intrarea în pronaos se află pisania.
Pronaosul are formă dreptunghiulară (3.65x8.10 metri), având la partea superioară o boltă semicilindrică. Trei stâlpi cilindrici susțin cafasul; pe ei se sprijină o bârnă cioplită, ce separă pronaosul de naos. Naosul are și el o formă dreptunghiulară (8.90x8.10 metri), cu o turlă octogonală construită înspre altar. Cele cinci ferestre de dimensiuni diferite sunt dispuse astfel: două pe latura nordică și trei pe latura sudică.
Altarul are formă pentagonală și patru ferestre mici, iar în decroșurile de nord și de sud se află proscomidiarul și diaconiconul, fiecare cu câte o ferestruică cu dimensiunile de 0.25x0.35 metri.

## Imagini

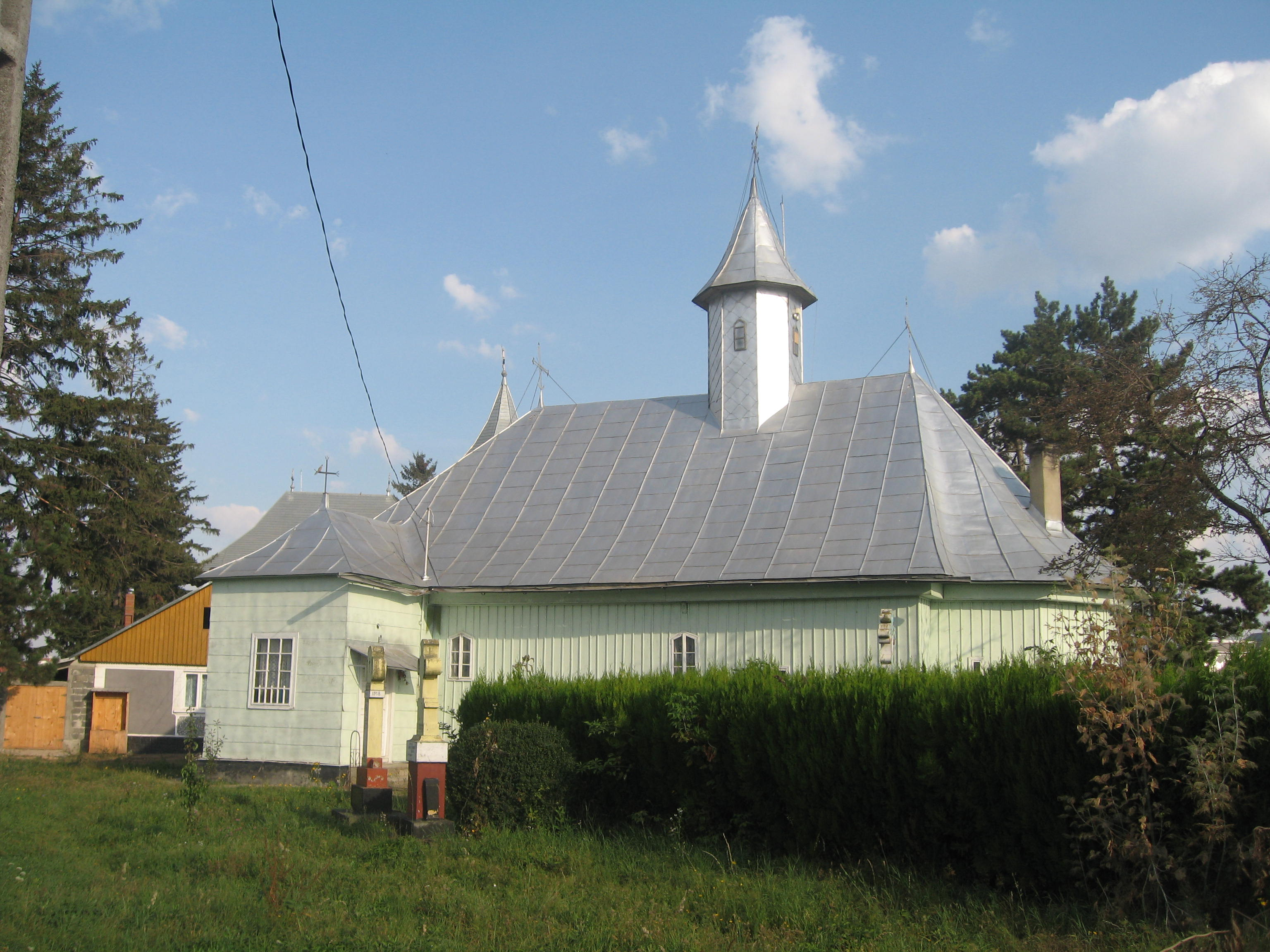
Biserica pe latura sudică
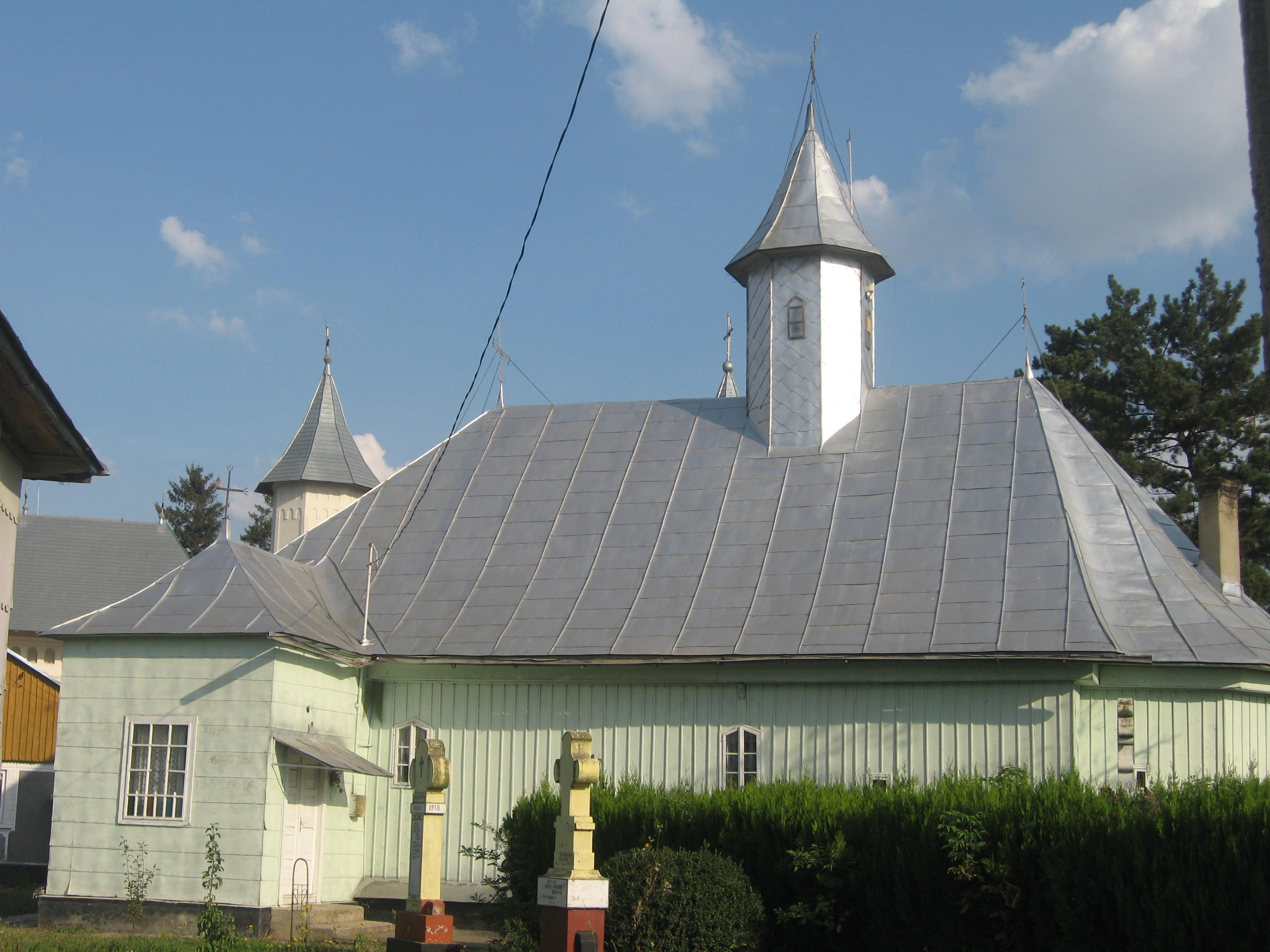
Biserica pe latura sudică
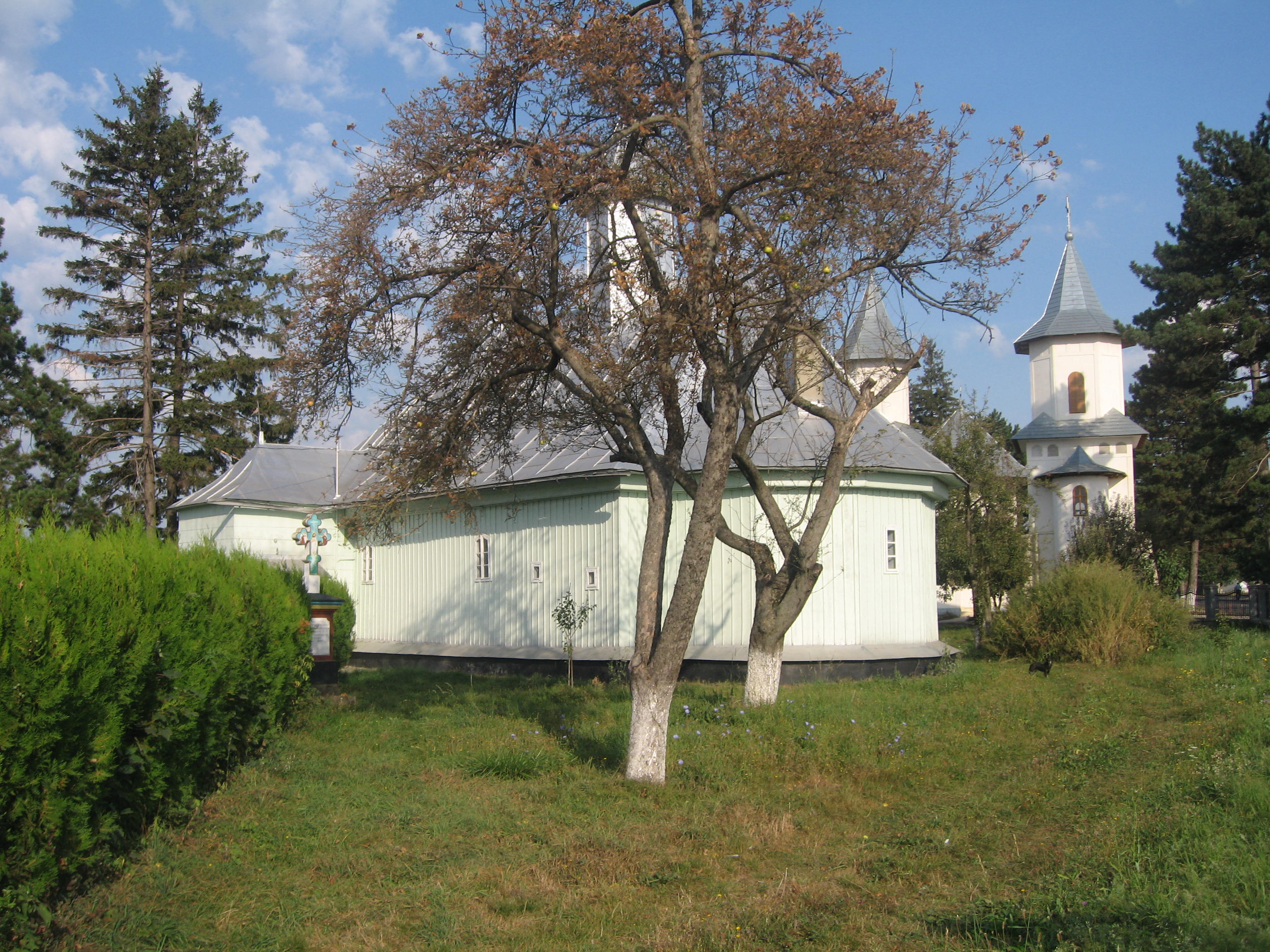
Biserica pe latura sud-estică
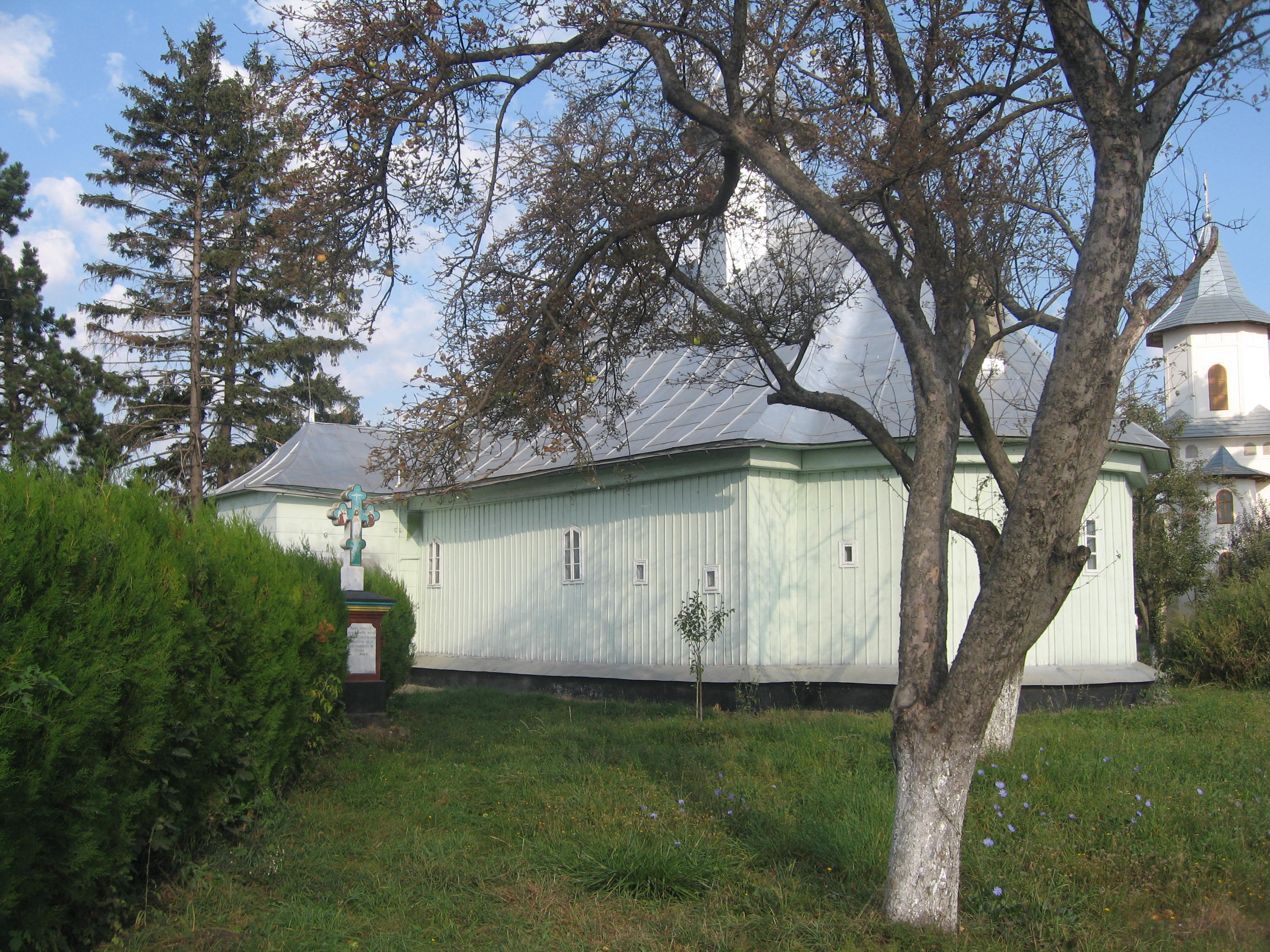
Biserica pe latura sud-estică
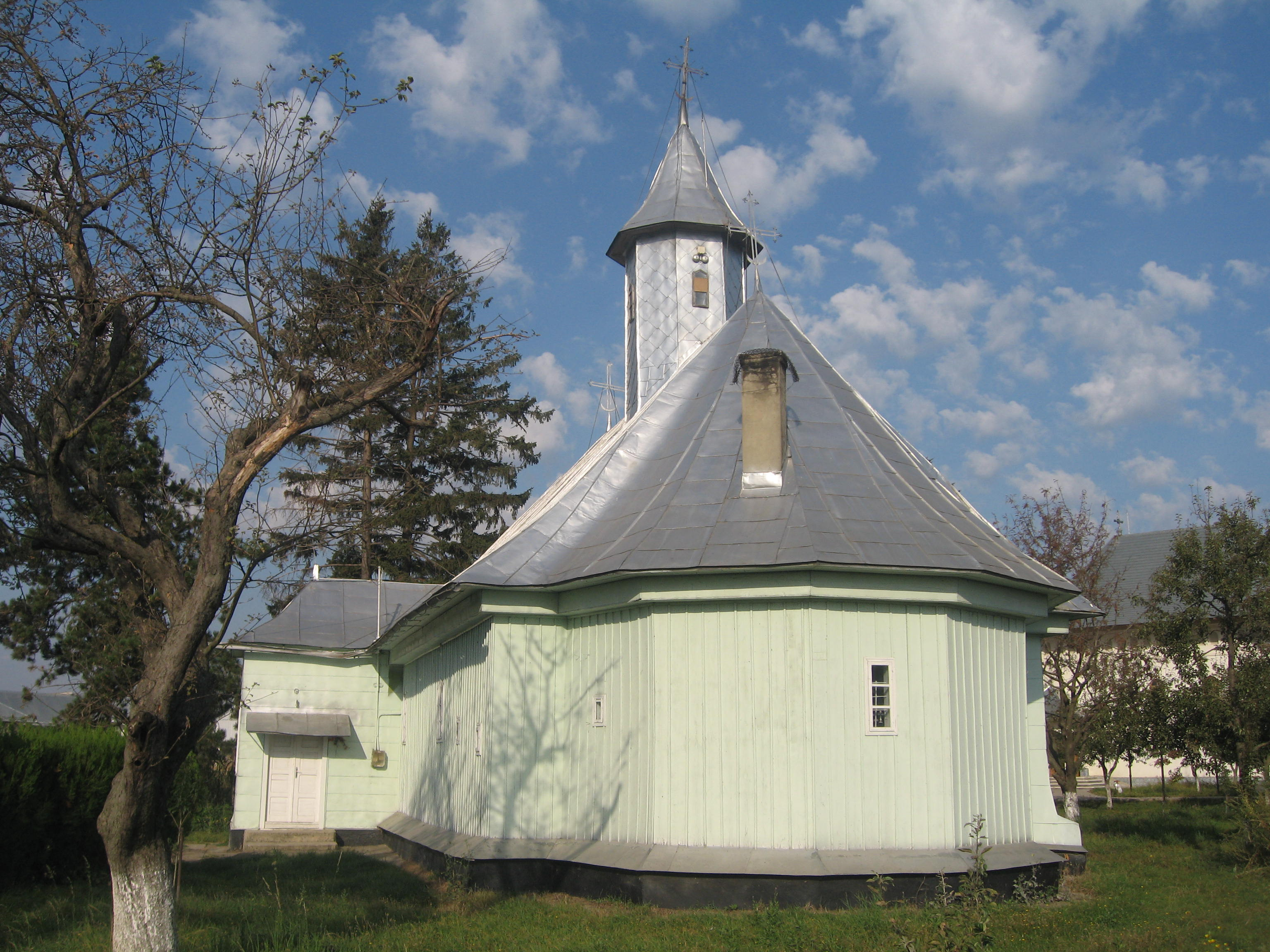
Biserica pe latura estică
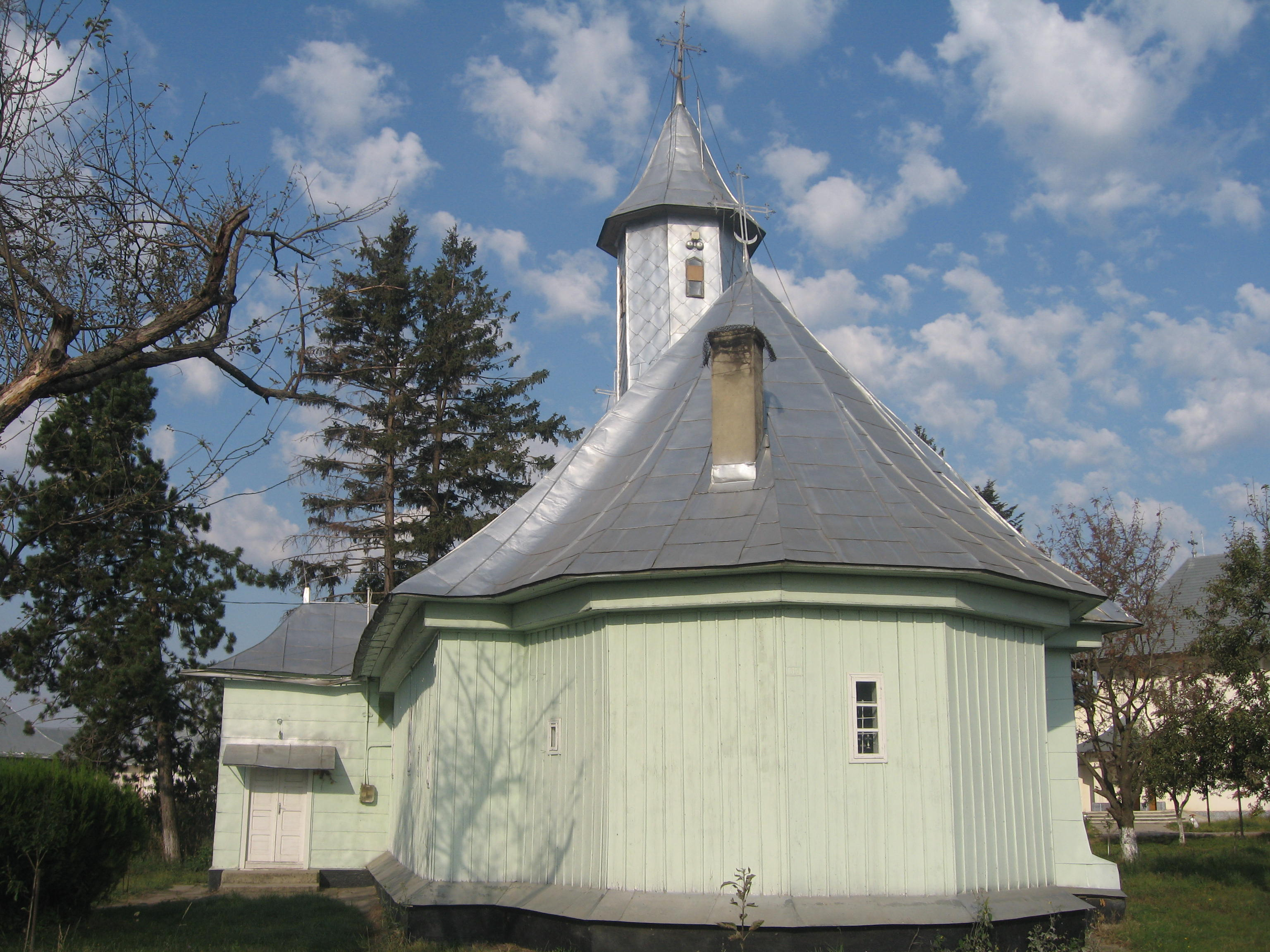
Biserica pe latura estică
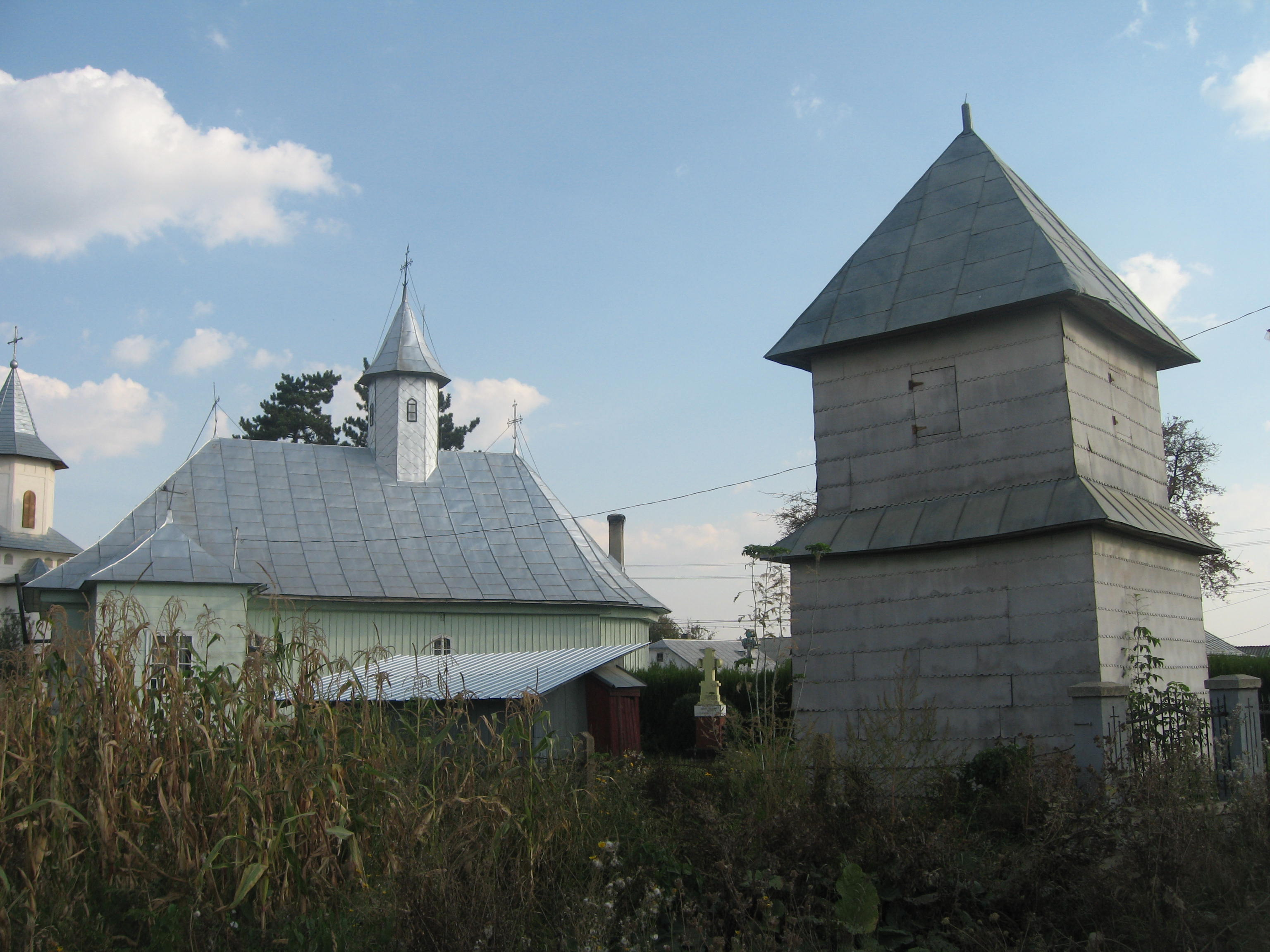
Biserica pe latura sudică și turnul clopotniță
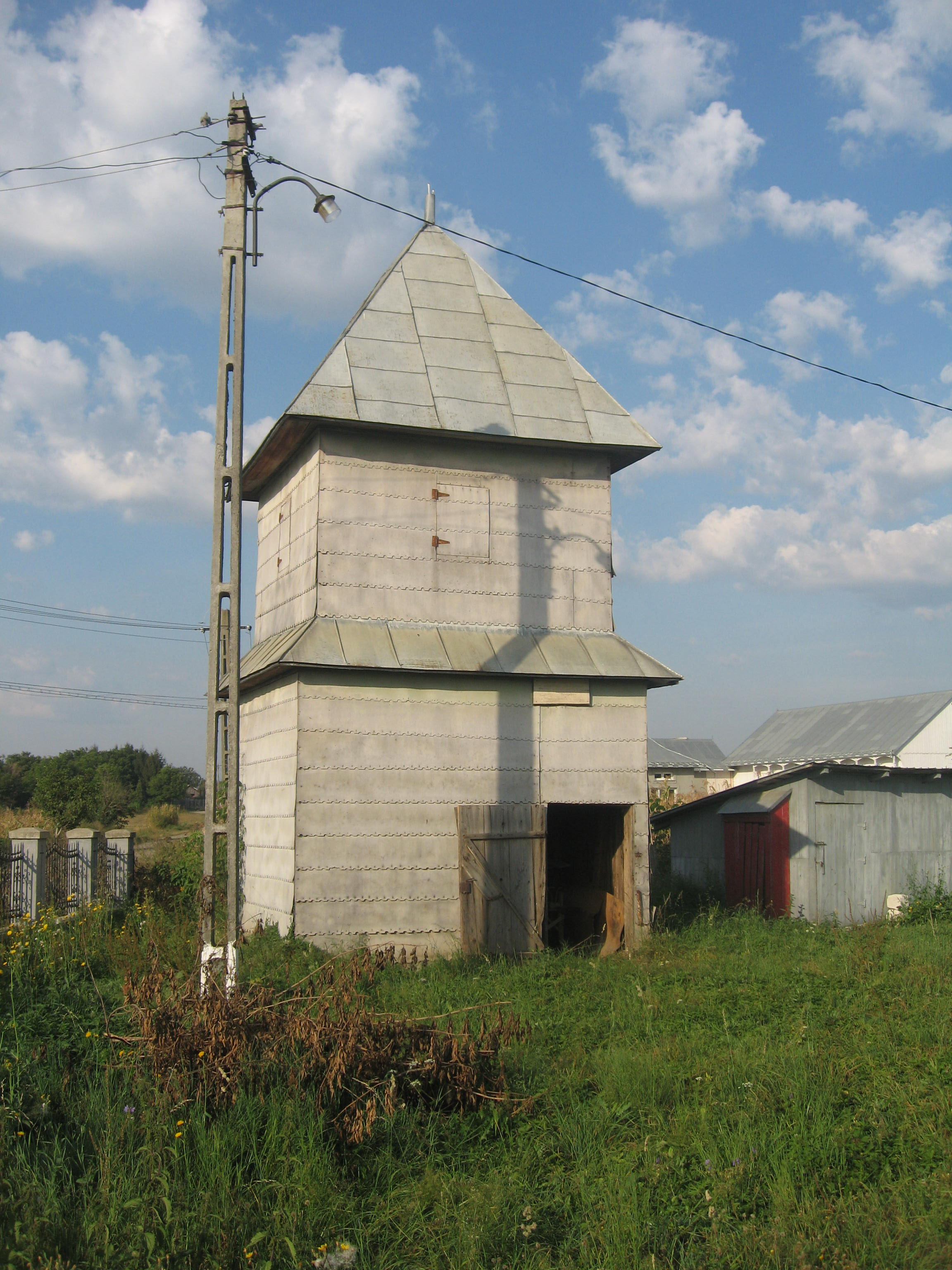
Turnul clopotniță văzut din curtea bisericii
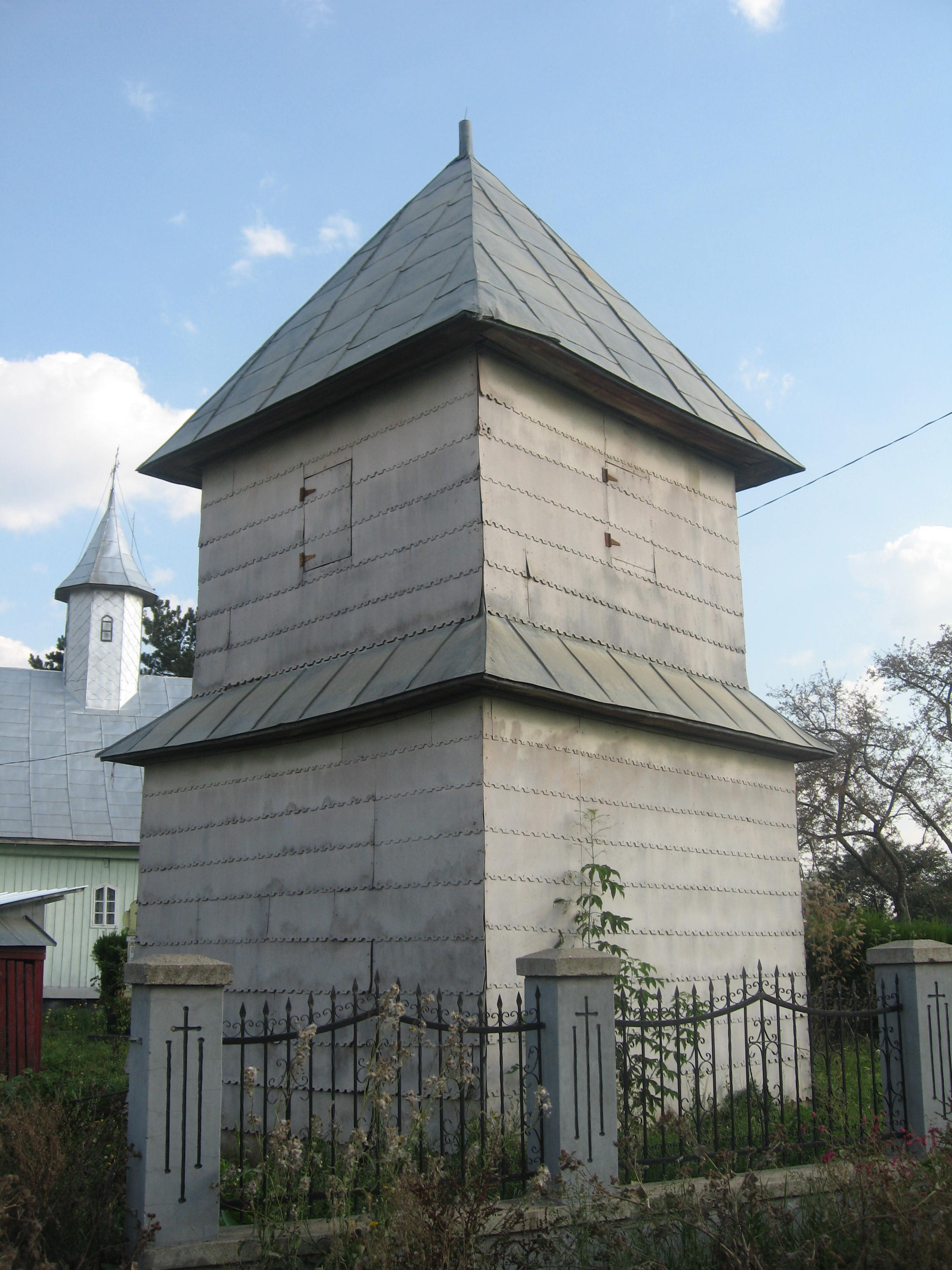
Turnul clopotniță văzut din exteriorul curții